# 2287 Kalmykia
2287 Kalmykia este un asteroid din centura principală, descoperit pe 22 august 1977 de Nikolai Cernîh.